# Сано Ріхеї
Ріхеї Сано (яп. 佐野 理平, *21 вересня 1912, Префектура Сідзуока — †26 березня 1992) — японський футболіст, що грав на позиції воротаря.
Виступав, зокрема, за Університет Васеда, а також за національну збірну Японії.

## Клубна кар'єра
Грав за університетську команду Університету Васеда.

## Виступи за збірну
У 1936 році провів дві гри у складі національної збірної Японії. Учасник футбольного турніру на Олімпійських іграх 1936 року.